# ロドピス
ロドピス（ギリシャ語: Ροδώπις, Rhodopis）は、古代ギリシアで有名であったトラキア人の遊女。後述のサッポーと同時代の人物なら紀元前6世紀頃の人。

## 人物

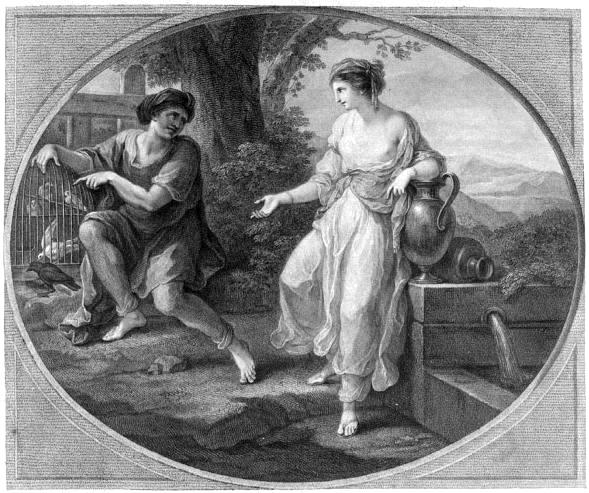
「イソップに恋する美しいロドピス」（The beautiful Rhodope, in love with Aesop）; 彫刻:フランチェスコ・バルトロッツィ, 1782, 原画:カウフマン

紀元前5世紀のヘロドトスの『歴史』によると、生まれはトラキアでイアドモンというサモス人に仕えた女奴隷であった。このイアドモンの元には寓話作家のアイソーポス(イソップ)も奴隷として仕えており秘密の愛人関係であったという。彼女はクサンテスというサモス人に伴われてエジプトに来ると媚を売って生計を立てていたが、女流詩人サッポーの兄カラクソスに大金で身請けされ自由となった（サッポーは詩の中で大いに兄を責めている）。その後はエジプトに留まり、妖艶であったことから莫大な富をなした。彼女はギリシアに何か記念品を残そうと思い、牛の丸焼きに使えるほどの鉄串を資産の十分の一を費やして多数作らせ、これをデルポイの神殿に奉納した。これは本殿正面のキオス人の奉納祭壇の背に積み重ねてあるという。また、ギリシア人の中にはエジプトの三つ目のピラミッド（メンカウラー王のピラミッド）をロドピスが造ったと言う者があるが、ヘロドトスは時代も違うし資産もとても足りないことから否定している。
 So she set apart a tenth of her possessions, and purchased with the money a quantity of iron spits,  such  as  are  fit  for  roasting  oxen  whole, whereof she made a present to the oracle. They are still to be seen there, lying of a heap, behind the altar which the Chians dedicated, opposite the sanctuary. —'The Histories of Herodotus of Halicarnassus', Book One, p132
岩波文庫版ヘロドトス『歴史 上』の松平千秋の訳注によると「ロドピス」というのは「薔薇色の（または薔薇のように美しい）顔の女」を意味し、彼女の場合は源氏名のようなもので、現存するサッポーの詩の断片に女に迷った兄を諌める内容のものがあり、これが同一人物ならば、その詩の中でドリカ(Doricha)と呼ばれている名が本名であろう、としている。
紀元前1世紀頃に書かれたディオドロスの『歴史叢書』によると、ピラミッドの建築者について数多くある異説の一つとしてロドピスの話を紹介している。いわくピラミッドの最後の一基は遊女ロドピスの墓で、話によると県の長のうち何人かが彼女の愛慕者であったので共同でこのピラミッドを完成させたという。龍溪書舎版ディオドロス『神代地誌』の訳注にて飯尾都人はこうした説は有名な遊女と、美貌で名高い王妃ニトクリスの両伝の混同から来たのではないかと述べている。
また、同じく紀元前1世紀頃のストラボンの『地理誌』によると、エジプトの第三ピラミッドは「遊女の墓」と呼ばれている。それは遊女の恋人によって建てられたといわれており、サッポーによればその名はドリシェであった。彼女はサッポーの兄カラクソスの愛人でエジプトのナウクラティスでレスボス産のワインを売っており、他の人からはロドピスと呼ばれた。ある時、入浴中に鷲が彼女のサンダルを侍女から奪い、メンフィス (エジプト)に運んでいってしまった。そのサンダルは執政中のファラオの膝の上に落ちたが、その形に心打たれたファラオはサンダルの持ち主を探させた。ファラオは彼女をナウクラティスの町で見つけるとそのまま妻とし、彼女が死ぬとピラミッドに葬ったという。この物語は後のシンデレラ物語の原型であるとされている。
後年、1世紀頃のプリニウス『博物誌』では、遊女ロドピスが彼女の資金でピラミッドを造ったと紹介している。2世紀頃のアテナイオス『食卓の賢人たち』によると、ナウクラティスは有名な娼婦を生んだ。たとえばドリカで、彼女はサッポーの兄カラクソスの愛人であり、カラクソスが商用でナウクラティスに行った際に彼から財産の大半を奪ったとサッポーから批判されている。ヘロドトスは彼女をロドピスと呼んでいるが、ドリカとロドピスは明らかに別人であり、ロドピスはデルポイに有名な串を捧げた人物であるとアテナイオスは主張している。また、『食卓の賢人たち』の中でドリカにあてたポセイディッポスの詩を引用している。
| ポセイディッポス（Posidippus ）のエピグラムの英訳 -プリニウス『博物誌』から |
| --- |
| Here, Doricha, your bones have long been laid, Here is your hair, and your well-scented robe: You who once loved the elegant Charaxus, And quaff'd with him the morning bowl of wine. But Sappho's pages live, and still shall live, In which is many a mention of your name, Which still your native Naucratis shall cherish, As long as any ship sails down the Nile. |